# World Football Challenge 2009
Navigation
Édition suivante
Le World Football Challenge est un tournoi amical de football rassemblant des clubs d'Europe et d'Amérique du Nord, et qui eut lieu en juillet 2009. Chaque équipe rencontrait les trois autres une fois, formant ainsi un classement final. Tous les matchs eurent lieu sur terrain neutre, dans différents stades des États-Unis. C'est finalement le club de Chelsea FC qui remporta le tournoi.

## Les équipes participantes
Quatre équipes participèrent à ce tournoi
- Chelsea FC, club de Premier League
- Club América, club de Primera División de México
- Inter Milan, club de Serie A
- Milan AC, club de Serie A

## Les stades
Six villes furent retenues pour accueillir les matchs du tournoi
| Pato Alto, California | Pasadena, California | Atlanta, Georgia | Baltimore, Maryland | Foxborough, Massachusetts | Arlington, Texas |
| --------------------- | -------------------- | ---------------- | ------------------- | ------------------------- | ---------------- |
| Stanford Stadium      | Rose Bowl            | Georgia Dome     | M&T Bank Stadium    | Gillette Stadium          | Cowboys Stadium  |
| Capacité: 50,000      | Capacité: 92,542     | Capacité: 71,228 | Capacité: 71,008    | Capacité: 68,756          | Capacité: 80,000 |
|                       |                      |                  |                     |                           |                  |

## Les règles
Chaque équipe recevait un point par but marqué (maximum trois points par match). La victoire rapportait 3 points. Après 90 minutes de jeu, en cas de match nul, les équipes recevaient chacune 1 point, et le vainqueur de l'épreuve des tirs au but un point supplémentaire. L'équipe ayant obtenu le plus de points fut désignée vainqueur du World Football Challenge 2009.

## La compétition

### Le déroulement des matchs
| 19 juillet 2009 | América                                        | 1 – 1           | Inter Milan                                          | Stanford Stadium, Palo Alto, CA                  |                                                  |
| 19:00 EST       | Silva 51e                                      |                 | Córdoba 61e                                          | Spectateurs : 31 026 Arbitrage : Balomero Toledo | Spectateurs : 31 026 Arbitrage : Balomero Toledo |
| 19:00 EST       | Rapport                                        |                 |                                                      | Spectateurs : 31 026 Arbitrage : Balomero Toledo | Spectateurs : 31 026 Arbitrage : Balomero Toledo |
| 19:00 EST       | Chivita · Mosquera · Silva · Marquez · O.Rojas | Tirs au but 5-4 | Balotelli · Milito · Ibrahimovic · Vieira · Burdisso | Spectateurs : 31 026 Arbitrage : Balomero Toledo | Spectateurs : 31 026 Arbitrage : Balomero Toledo |

| 21 juillet 2009 | Chelsea FC                      | 2 – 0 | Inter Milan | Rose Bowl, Pasadena CA                           |                                                  |
| 23:00 EST       | Drogba 11e · Lampard 50e (pen.) |       |             | Spectateurs : 81 224 Arbitrage : Ricardo Salazar | Spectateurs : 81 224 Arbitrage : Ricardo Salazar |
| 23:00 EST       | Rapport                         |       |             | Spectateurs : 81 224 Arbitrage : Ricardo Salazar | Spectateurs : 81 224 Arbitrage : Ricardo Salazar |

| 22 juillet 2009 | América                   | 2 – 1 | AC Milan    | Georgia Dome, Atlanta, GA                  |                                            |
| 19:00 EST       | Esqueda 56e · Márquez 84e |       | Inzaghi 66e | Spectateurs : 53 600 Arbitrage : Alex Prus | Spectateurs : 53 600 Arbitrage : Alex Prus |
| 19:00 EST       | Rapport                   |       |             | Spectateurs : 53 600 Arbitrage : Alex Prus | Spectateurs : 53 600 Arbitrage : Alex Prus |

| 24 juillet 2009 | Chelsea FC              | 2 – 1 | AC Milan    | M&T Bank Stadium, Baltimore, MD              |                                              |
| 20:00 EST       | Drogba 7e · Zhirkov 69e |       | Seedorf 38e | Spectateurs : 71 203 Arbitrage : Mark Geiger | Spectateurs : 71 203 Arbitrage : Mark Geiger |
| 20:00 EST       | Rapport                 |       |             | Spectateurs : 71 203 Arbitrage : Mark Geiger | Spectateurs : 71 203 Arbitrage : Mark Geiger |

| 26 juillet 2009 | Inter Milan   | 2 – 0 | AC Milan | Gillette Stadium, Foxborough, MA                |                                                 |
| 17:00 EST       | Milito 4e 75e |       |          | Spectateurs : 42 531 Arbitrage : Jorge González | Spectateurs : 42 531 Arbitrage : Jorge González |
| 17:00 EST       | Rapport       |       |          | Spectateurs : 42 531 Arbitrage : Jorge González | Spectateurs : 42 531 Arbitrage : Jorge González |

| 26 juillet 2009 | Chelsea FC                 | 2 – 0 | América | Cowboys Stadium, Arlington, TX             |                                            |
| 19:00 EST       | Di Santo 76e · Malouda 78e |       |         | Spectateurs : 57 229 Arbitrage : Paul Ward | Spectateurs : 57 229 Arbitrage : Paul Ward |
| 19:00 EST       | Rapport                    |       |         | Spectateurs : 57 229 Arbitrage : Paul Ward | Spectateurs : 57 229 Arbitrage : Paul Ward |

### Classement final
| Équipe      | J | V | Vt | Dt | D | BP | BC | GA | Pts |
| ----------- | - | - | -- | -- | - | -- | -- | -- | --- |
| Chelsea FC  | 3 | 3 | 0  | 0  | 0 | 6  | 1  | +5 | 15  |
| CF América  | 3 | 1 | 1  | 0  | 1 | 3  | 4  | −1 | 8   |
| Inter Milan | 3 | 1 | 0  | 1  | 1 | 3  | 3  | 0  | 7   |
| AC Milan    | 3 | 0 | 0  | 0  | 3 | 2  | 6  | −4 | 2   |

### Meilleurs buteurs
| Rang | Joueur            | Club        | Buts |
| ---- | ----------------- | ----------- | ---- |
| 1    | Didier Drogba     | Chelsea FC  | 2    |
| 1    | Diego Milito      | Inter Milan | 2    |
| 3    | Iván Córdoba      | Inter Milan | 1    |
| 3    | Enrique Esqueda   | América     | 1    |
| 3    | Filippo Inzaghi   | AC Milan    | 1    |
| 3    | Frank Lampard     | Chelsea FC  | 1    |
| 3    | Florent Malouda   | Chelsea FC  | 1    |
| 3    | Daniel Márquez    | América     | 1    |
| 3    | Franco Di Santo   | Chelsea FC  | 1    |
| 3    | Clarence Seedorf  | AC Milan    | 1    |
| 3    | Juan Carlos Silva | América     | 1    |
| 3    | Yuri Zhirkov      | Chelsea FC  | 1    |

### Meilleurs passeurs
| Rang | Joueur            | Club        | Passes |
| ---- | ----------------- | ----------- | ------ |
| 1    | Mario Balotelli   | Inter Milan | 1      |
| 1    | Salvador Cabañas  | CF América  | 1      |
| 1    | Esteban Cambiasso | Inter Milan | 1      |
| 1    | Guillermo Cerda   | CF América  | 1      |
| 1    | Mathieu Flamini   | AC Milan    | 1      |
| 1    | Florent Malouda   | Chelsea FC  | 1      |
| 1    | Pável Pardo       | CF América  | 1      |
| 1    | Ronaldinho        | AC Milan    | 1      |
| 1    | Franco Di Santo   | Chelsea FC  | 1      |
| 1    | Dejan Stanković   | Inter Milan | 1      |
| 1    | John Terry        | Chelsea FC  | 1      |